# 古典元素
古典元素（英語：Classical elements），在古典哲學中，是一種構成世界上所有物質的最基本實體。在歷史上，許多不同的民族，都曾經建構出屬於他們自己的元素思想，最著名的代表有古希臘的四元素說、或五元素說，印度佛教的地、水、火、風、空。

## 源起

古希臘的古典元素
火 ·
風
水 ·
地

元素思想的起源很早，古巴比伦人和古埃及人曾经把水，后来又把風和地，看成是世界的主要组成元素，形成了三元素說。古印度人有四大種學說。
古希臘自然哲學提出了著名四元素說。這不是希臘哲學家創造的，四元素說在古希臘傳統的民間信仰中即存在，但不具有（相對上來說）堅實的理論體系支持。古希臘的哲學家是「借用」了這些元素的概念來當作本質。

### 前蘇格拉底哲學
米利都派哲学家泰利斯主張的萬物的本質是水，而且也唯有水才是本質，地和氣這兩種元素則是水的凝聚或稀薄。阿那克西曼德則將本質改為一種原始物質（稱為「無限」或稱「無定者」），同時又加上第四元素火。四大元素由这种原始物质形成之后，就以地、水、风、火的次序分为四层。火使水蒸发，产生陆地，水气上升把火围在云雾的圆管里。人们眼中看见象是天体的东西，就是这些管子的洞眼，使我们能从洞眼中望见里面的火。形成了四元素的最早雛形。
另一个米利都派哲学家阿那克西米尼则把风或者空气看作是原始物质，并把其他元素说成是由风组成。空气变得稀薄后就成了火。他的论证是，空气从嘴里呼出来是热的，而在压力下喷出来时则感到是冷的。同样，通过凝聚的过程，风先是变成水，然后变成地。这些元素之间的差异只是量变的结果，元素只是凝聚或稀薄到不同程度的空气。
赫拉克利特认为宇宙是一团活火，在一定尺度上燃烧，在一定尺度上熄灭。他通过火的这一变换而永恒的特性认识世界。
早期以米利督學派為首的哲學家，多以單一元素作為本質，直到恩培多克勒（Empedocles）才首次建立四元素並存的哲學體系，亦有人主張這是首次嘗試以科學的方法解釋傳統的四元素說，但是從恩培多克勒所留下來的殘缺文獻來看，這種說法並沒有足夠的證據支持。恩培多克勒在大約公元前450年於其著作《論自然》中，使用了“根”一詞。现在认为恩培多克勒是系统提出四元素学说的第一个人。他认为万物由四种物質元素地、风、水、火组成，这种元素是永恒存在的，由另外兩種抽象元素愛和恨使他們連結或分離。

### 四元素與五元素
“元素”一詞在公元前360年被希臘哲學家柏拉圖首先使用，在他的語錄《蒂邁歐篇》(Timaeus)中，討論了一些有機和無機的物質，這可算是最早期的化學著作。柏拉圖假設了一些細微的物質有一些特別的幾何結構：正四面體（火），正二十面體（水），正八面體（風），及正六面體（地）。他隨後不明確的提及了第五種立體，在更早的《斐多篇》中提到過正十二面體。
|                |                  |                |                |                  |
| 正四面體（火） | 正二十面體（水） | 正八面體（風） | 正六面體（地） | 正十二面體（空） |

柏拉圖使用正多面體來定義四元素的內涵見於《蒂邁歐篇》：
|  | 首先，這一點是大家都會認同的，即火、水、地、風都是立體。一切立體都有厚度，並被許多面包圍。由直線所圍的面乃由三角形構成；所有的三角形都可以歸到兩種直角三角形中。其中一種三角形的兩個銳角都是半直角，由兩條等邊所定；另一種三角的兩個銳角和兩條邊都不相等。……在兩種三角形中，等腰直角三角形只有一種；但不等邊直角三角形的數量則無限多。為了討論順利進行，我們必須在那無數的三角形中找到最完善者，並以此為本原。……歸結起來，他們是：一種是等腰的；一種是其長邊的平方三倍於短邊的平方。……接下來的問題是：能不能找到四種完善立體及其中的結構，雖然彼此不同，但其中有些能夠相互轉化？表面上看，四種元素能夠通過分解而彼此相互轉化。但這是一種錯覺。我們的意思是，這兩種三角形產生了四種元素，其中三種元素由不等腰三角形構成，餘下的那種元素則由等腰三角形構成。因此他們不可能全部通過分解而彼此轉化，即許多小立體合成一些較大立體，或反過來。其中三種元素是可以這樣轉化的，因為它們由同一種三角形構成。一些大立體毀壞時會分解為許多小立體，擁有各種相應的圖形；這些小立體進而分為原始三角形；這些三角形的再行組合並形成一種新的大圖形，即一個立體。他們之間的變換就是這麼回事。 |

而現在廣為人知的四元素說則是後來亞里士多德提出的，他的理論中不包含恩培多克勒學說中的愛和恨這兩種抽象元素，而是认为这四种元素具有可被人感觉的两两对立的性质。进而推论世界上的万物的本原乃是四种原始性质：冷、热、乾、湿，而元素则由这些原始性质依不同比例组合而成。亞里斯多德在《論天》等著作中構想出五元素說，在柏拉圖的四種元素中再加上以太（精質，永恆）。亞里士多德認為“沒有和物質分離的虛空”、“沒有物體裡的虛空”。
亞里士多德對“元素”的正式定義見於《形而上學》：
|  | 元素的意思是指一種內在於事物，而事物最初由之構成，且不能被分解為其他類的東西，例如聲音的元素，就是構成了聲音，而聲音最終分解成它們，它們自身却不能分解為其他類的聲音。如果可分的話，只能分為同類的部分，例如，水的部分還是水，音節的部分就不是同一音節了。人們所說的物體的元素也是這樣，物體最終要分解為這些元素，而這些元素却不分散為其他的類。 |

在古印度，有四大种之说，与古希腊四元素说的地、水、火、风完全一致。四大种说也认为它们是构成世界和身体的四种基本元素。印度教和佛教文献中经常提到四大。

### 中國陰陽五行學說
五行源自先秦時期，是一種古代中國的哲學觀念和思維模式。中國古代不僅將金、木、水、火、土視作民用之五種資源材料，後來也視作氣——萬物構成的要素，由五行間相生相剋，使宇宙萬物運行變化，形成各種現象。
五行、陰陽以及氣，同屬古代中國神秘文化（術數和方術）的一部分，也是風水、算命、相術、占卦、內丹、中醫的基本概念之一，並與太極、兩儀、四象、八卦、六十四卦、易经有所關聯。
- 金（西）代表少陰儀象、秋季、白色和白虎神獸、饕餮怪物（地）。
- 木（東）代表少陽儀象、春季、綠色和青龙神獸、飞廉怪物（風）。
- 水（北）代表太陰儀象、冬季、黑色和玄武神獸。
- 火（南）代表太陽儀象、夏季、红色和朱雀神獸。
- 土（中）代表氣概念、季節之間、黄色和黃龍神獸、混沌怪物（空）。

### 日本五大學說
日本傳統使用一組稱為「五大」的古典元素。這五個元素分別是「地」、「水」、「火」、「風」、「空」，來自印度瓦斯圖·沙斯特拉的哲學和佛教信仰。此外，中國的五行在日本文化中也很常使用，尤其是在中世紀江户时代受到新儒學思想的影響。
- 地代表堅固和穩定。
- 水代表流行和適應性。
- 火代表生命和熱能。
- 風代表運動和擴張。
- 空或天空、虛空代表精神和創造力。

## 化學元素
元素的研究其实早在公元前300多年已經開始，柏拉圖，亞里士多德等著名哲學家亦有研究。建基於古希臘元素理論，在公元790年，阿拉伯化學家賈比爾假設出金屬由兩種元素組成：硫，作為"火石"，用以解釋其可燃性，和水銀，用以解釋理想中的金屬性質。總括而言，這逐步形成了三個原理：硫使金屬有可燃性，水銀使金屬有揮發性和穩定性，而鹽使金屬有固體性。
在中世纪，四元素说曾经作为了炼金术的理论依据。炼金术士们认为只要改变物质中这四种原始性质的比例，即可使普通金属变为黄金。

### 科學發現
1661年，愛爾蘭自然哲學家羅伯特·波義耳發現不止以往古人認為只有四個古典元素。1789年出現了第一個現代化的化學元素列表，其中包含33個元素，並有元素的基本資料。1818年，已發現元素增加至四十多種。門捷列夫於1869年發表的元素週期表中，有66種元素。
直到20世紀初，元素被定義為不能被分解成更簡單的物質。換句話說，一種化學元素不能轉化成其他化學元素。1913年，亨利·莫塞萊發現原子中的核電荷是原子的原子序，介定了目前原子的基礎定義。1919年，有72個已知的元素。1955年，為了紀念門捷列夫，於是把第101種發現的元素命名為鍆，在同一年的4月18日愛因斯坦過世為了紀念愛因斯坦在過世後的第4個月把第99個元素命名為鑀。現今，共發現了118種元素，參見元素週期表。

## 參看
- 化學元素
- 原子論